# Pantoja (Spanyolország)
Pantoja egy község Spanyolországban, Toledo tartományban. Pantoja Alameda de la Sagra, Cobeja, Villaluenga de la Sagra, Yuncler, Numancia de la Sagra és Borox községekkel határos. Lakosainak száma 3523 fő (2024).

## Népesség
A település népessége az utóbbi években az alábbiak szerint változott:
| Lakosok száma | 2590 | 2944 | 3301 | 3441 | 3360 | 3424 | 3277 | 3317 | 3506 | 3523 |
|               | 2001 | 2004 | 2007 | 2009 | 2012 | 2014 | 2017 | 2019 | 2022 | 2024 |